# Gofraid mac Arailt
Gofraid mac Arailt (nórdico antiguo: Guðrøðr Haraldsson) (m. 989) fue un caudillo hiberno-nórdico que reinó como monarca de Mann (Godred II) junto a su hermano Maccus, ambos guerreros vikingos muy activos en el Mar de Irlanda en la década de 970 y 980. Los cronistas contemporáneos le asignaron el título de ri Innsi Gall.
Gofraid y Maccus están directamente identificados como miembros de la dinastía Uí Ímair, descendientes de Ímar (m. 873), a veces identificado como Ivar el Deshuesado. Su padre está identificado como Aralt mac Sitric, monarca del reino de Limerick, que murió en batalla en Connacht (940); ésta identificación los convierte en sobrinos de Amlaíb Cuarán, monarca del reino de Dublín. Benjamin Hudson propone una versión alternativa, como hijos de un vikingo llamado Harald que fue muy activo en la Francia merovingia, aunque no es un argumento popular entre los historiadores.
El primer registro sobre Gofraid es probablemente un ataque sobre Anglesey en 971 por un hijo de Harald. Brut y Tywysogion confirma que Gofraid dirigió la ofensiva y año siguiente recogía el tributo de Anglesey. Probablemente también hizo una incursión sobre Powys en 979, y en 980 concertó una alianza con Custennin ap Iago y de nuevo devastó Anglesey, pero Custennin murió en manos de Hywel ap Ieuaf. En 980 Chester fue atacada, quizás también por Gofraid. En 982 regresa a Gales y en esta ocasión ataca Dyfed. 
En 984, junto a Maccus, dirige a su flota a Waterford, se unen a Brian Boru, rey de Munster y también Ivar de Waterford. El ejército unificado y su flota atacaron Dublín. Un hijo de Harald (sin nombre conocido) gana una batalla en Mann en 987, pero no se sabe si se trata de Gofraid o Maccus. Gofraid ataca Anglesey por tercera vez en 987 y obtiene dos mil cautivos.
Gofraid muere en 989 asesinado en Dál Riata, que este hecho se refiera a los Glens de Antrim o quizás algún lugar al oeste de Escocia se desconoce. La nota sobre su muerte cita Innse Gall, o sea las Hébridas, no obstante Gofraid y Maccus están ambos considerados reyes de Mann.

## Herencia
Las crónicas contemporáneas le imputan dos hijos:
- Harald "Ddû" Godredsson (Harald el Negro, n. 980), padre de Godred Crovan.
- Dofnaldr Godredsson (970 - 989).

### Otras teorías
Un hijo de Gofraid, Ragnall murió en Munster en 1005 y también le denominan rey de las Hébridas (rí na n-innsi). Otro hijo llamado Dungal murió defendiendo Mann de un ataque de los aliados del jarl Gilli. Echmarcach mac Ragnaill pudo ser nieto de Gofraid, pero también existe la versión de que Echmarcach era nieto o bisnieto de Ivar de Waterford. Pasa exactamente lo mismo con Cacht ingen Ragnaill, reina de Donnchad mac Briain, a menudo citada como hermana de Echmarcach. El manuscrito Banshenchas recoge que una hija de un Gofraid llamada Máel Muire casó con Gilla Pátraic mac Donnchada, rey de Osraige. Si este hecho es correcto, Donnchad mac Gilla Pátraic, más tarde rey de Leinster, sería nieto de Gofraid, y en consecuencia todos los reyes de la dinastía de Osraige son sus descendientes. 
Lagmann Godredsson (no confundir con Lagman de Mann, hijo de Godred Crovan) a quien Guillermo de Jumièges titula «rey de los suecos», probablemente por error en lugar de «rey de las Sudreys», el término nórdico para las Hébridas, es considerado hijo de Gofraid. El hijo de este Lagman, está identificado en Cogad Gáedel re Gallaib como Amlaíb que murió en la batalla de Clontarf.